# Папа Стефан V
Папа Стефан V (латински: Stephanus V; умро 14. септембра 891) је био 110. папа од септембра 885. године до своје смрти.

## Детињство и младост
Стефан је рођен у Риму који је тада био део Папске државе. Отац Хадријан припадао је римској аристократији. Стефан је образовање стекао код Захарија, папског библиотекара. Пре ступања на папску столицу, Стефан је био кардинал манастира Кватро Коронати. На то место поставио га је папа Марин I.

## Понтификат
Након смрти свога претходника, папе Хадријана III, Стефан је септембра 885. године освећен за папу. Није се чекала потврда каролиншког цара Карла Дебелог. Током Стефановог понтификата, Папску државу погодила је глад изазвана сушом и најездом скакаваца. Папски трезор остао је празан те се Стефан морао користити богатством свога оца како би помагао сиромашнима, откупљивао заробљенике и поправљао цркве.
Након смрти Методија Солунског, немачки свештеници утичу на папу Стефана да забрани проповедање литургије на словенском језику. Стефан је усвојио Гаја III од Сполета и крунисао га је за цара 891. године. Луја III Слепог поставио је за краља Провансе. Са Византијским царством био је у добрим односима. Од цара Лава VI тражио је помоћ за борбу против Сарацена на мору. Византинци су се одазвали позиву и у периоду од 885. до 886. године преотели Сараценима јужну Италију. Византинци су се одазвали позиву и у периоду од 885. до 886. године преотели Сараценима јужну Италију.
Папа Стефан је умро 14. септембра 891. године. Сахрањен је у Базилици Светог Петра у данашњем Ватикану. Наследио га је папа Формоз.